# Vasi-a-bocca-quadrata-Kultur

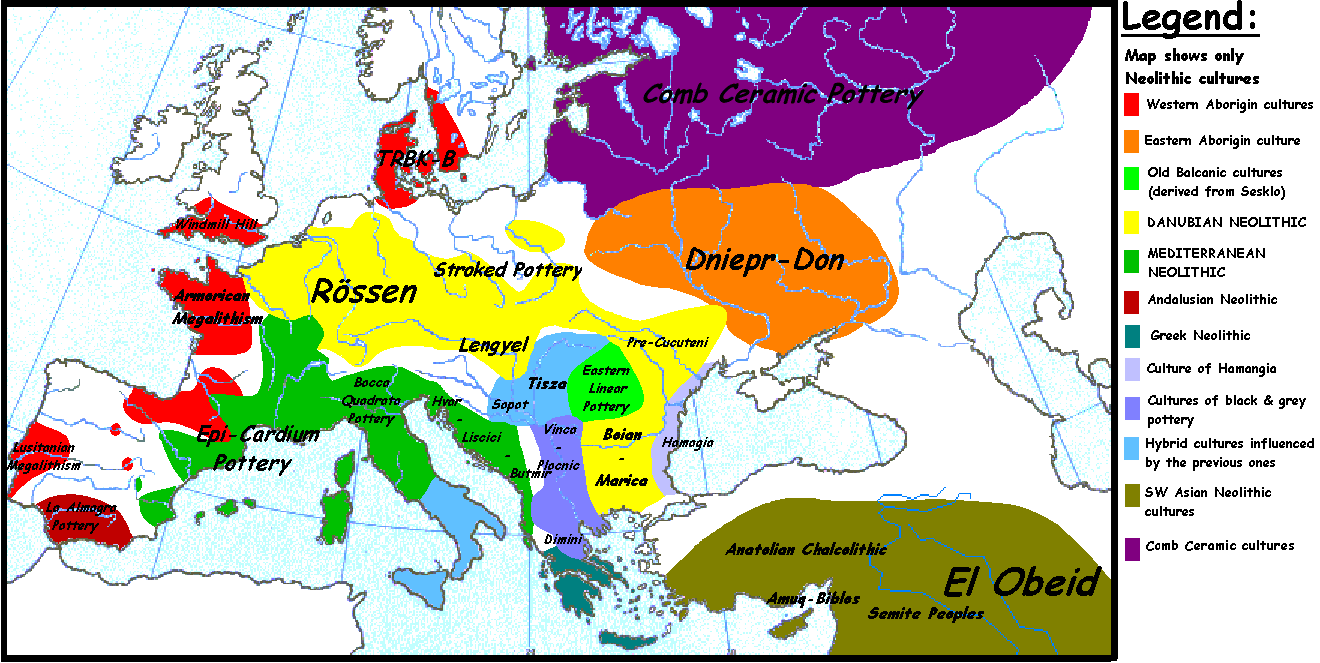
Vasi-a-bocca-quadrata-Kultur - grün

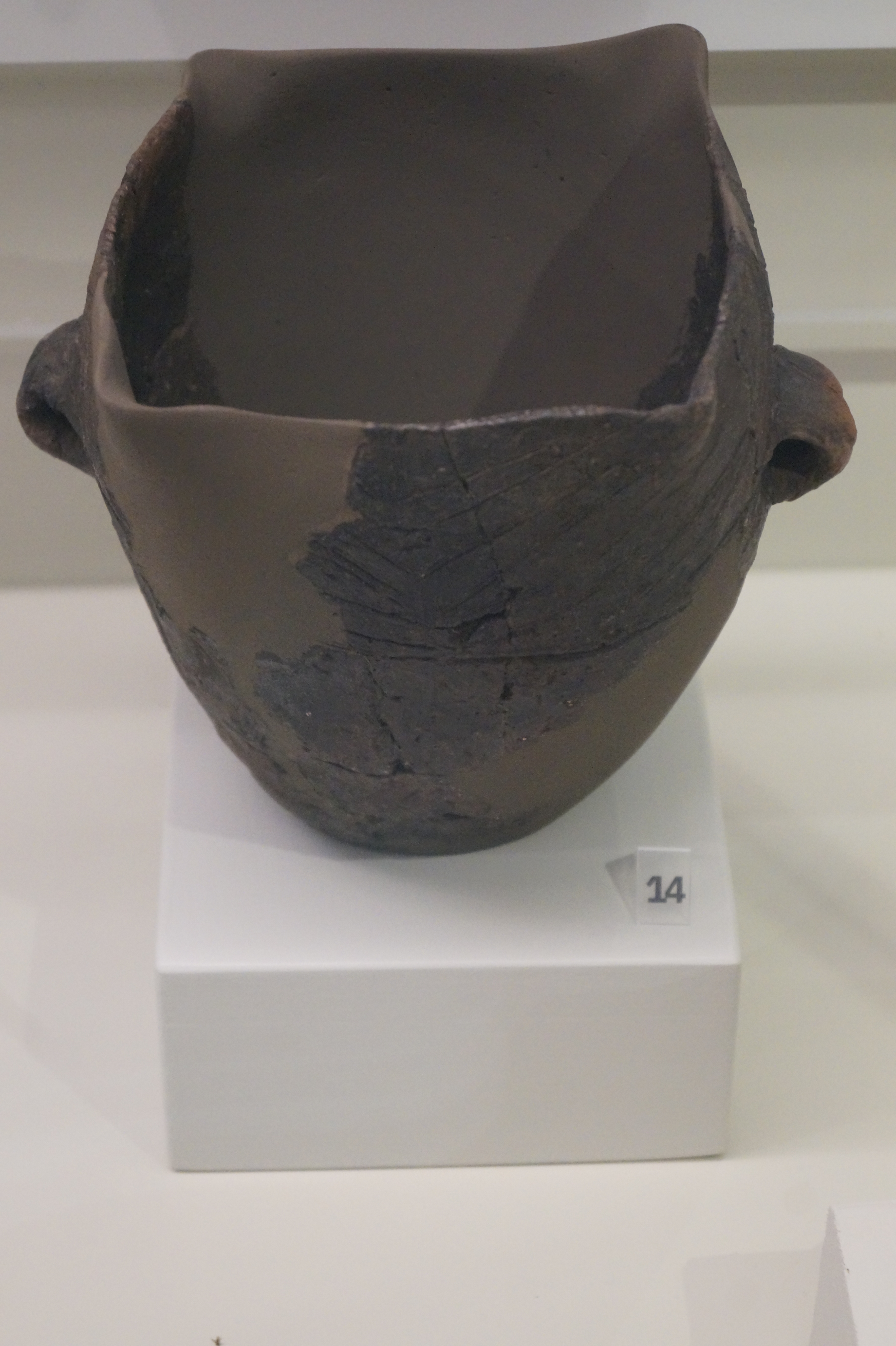
Tongefäß mit quadratischer Öffnung aus der mittelneolithischen Stätte bei Quinzano (5000–4500 v. Chr.)

Die Vasi-a-bocca-quadrata-Kultur (italienisch Cultura dei vasi a bocca quadrata, VBQ, auch nur kurz Bocca quadrata-Kultur; (englisch Square Mouthed Vases culture) genannt) ist eine Kultur der mittleren Jungsteinzeit, die während des 5. Jahrtausends v. Chr. (zeitgleich mit der Rössener Kultur Mitteleuropas) in Norditalien verbreitet war. Der Name bezieht sich auf die Keramik, die eine quadratische Öffnung hat.

## Forschungsgeschichte, Gliederung
Luigi Bernabò Brea (1910–1999) erstellte in den späten 1940er und Mitte der 1950er Jahre eine Abfolge der neolithischen Kulturen Norditaliens aufgrund der Stratigraphie in der Grotte Arene Candide bei Savona in Ligurien. Er teilte die Jungsteinzeit in Oberitalien folgendermaßen auf:
- Neolitico inferiore, mit der Cardial- oder Impressokultur u. a., gleichzeitig mit der Bandkeramik
- Mittelneolithikum, gekennzeichnet durch die Vasi-a-bocca-quadrata-Kultur u. a., gleichzeitig mit der Trichterbecherkultur (TBK)
- Neolitico superiore mit der Lagozza-Kultur u. a., gleichzeitig mit der Schnurkeramik

Die Vasi-a-bocca-quadrata-Kultur wird nach der Verzierung der Keramik in drei Abschnitte unterteilt:
- Die erste und älteste zeigt eine Dekoration mit Einritzungen und Graffiti,
- die mittlere ist durch Spiralen- und Mäanderverzierungen gekennzeichnet,
- die letzte Phase zeigt Gefäße mit Figuren und Abdrücken.

## Begräbnisgebräuche

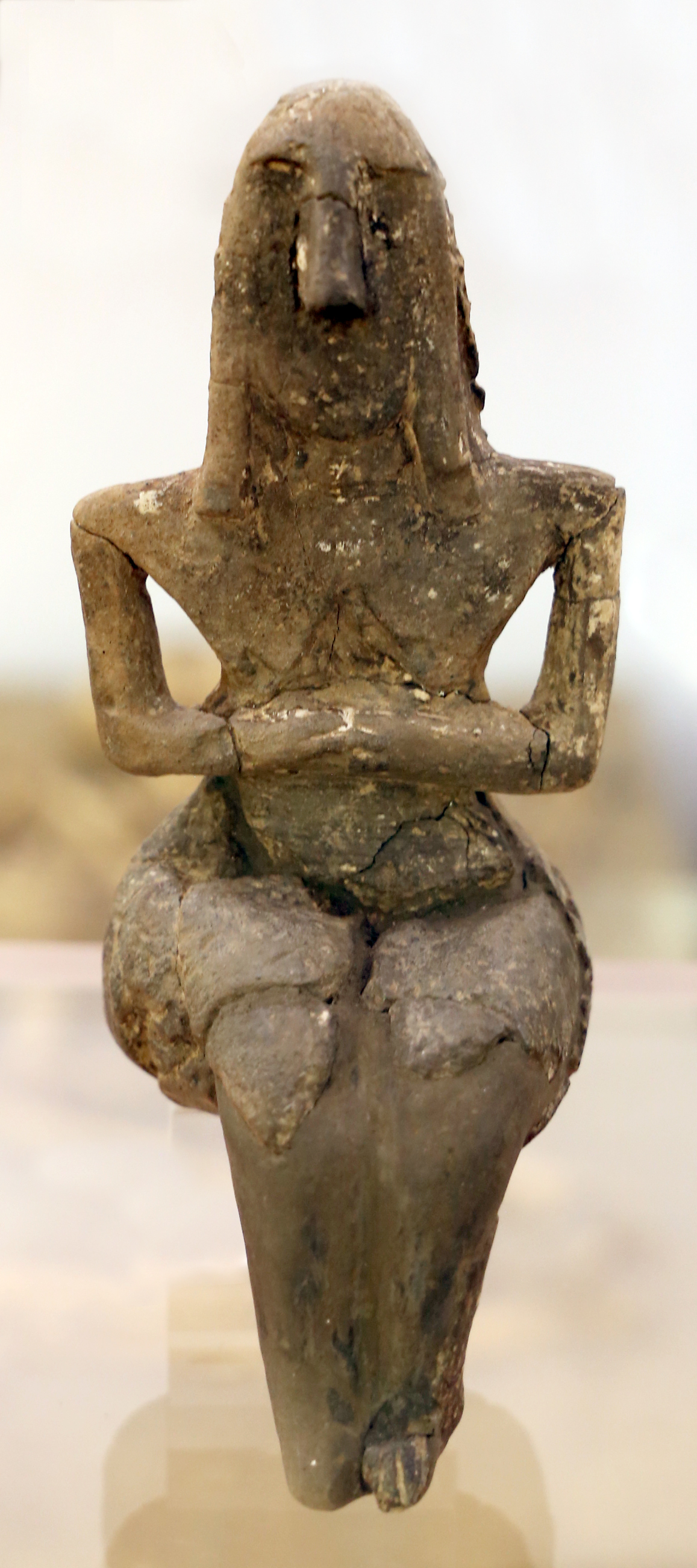
Venus von Vicofertile

Die Grabstätten dieser Kultur gehören zu den ältesten des Neolithikums in Italien. Die Toten wurden in Seitenlage links und flektiert mit dem Kopf Richtung Osten beigesetzt, der Blick war nach Süden gerichtet. Doch kommt gelegentlich auch die Rückenlage vor. 
Um das ligurische Arene Candide waren 2012 über 40 Gräber bekannt, in La Pollera waren es 47, in der Grotta dei Pipistrelli (Fledermaushöhle) waren es 10. Dort wurden die Erwachsenen in Steinkisten beigesetzt, Kinderleichname blieben ohne Schutz. Die Toten lagen hier mit dem Kopf Richtung Norden oder Nordosten. Vielfach fand sich Ocker in einem Gefäß bei den Toten. Dazu kamen Geweih, Knochennadeln, grüne Steinbeile,  Tritonmuscheln sowie Tierzähne. In La Pollera wurde ein Schädel entfernt, in der Höhle Arma del Sanguineto in Ligurien wurden Schädel deponiert.
In Venetien fanden sich Grabstätten bei Progno di Fumane und Quinzano Veronese. Als wichtigste Fundstätte gilt La Vela bei Trient, wo sich Reste von mindestens 14 Individuen fanden. Ein Teil der Toten wurde in Steinkreisen beigesetzt, andere in Steinkisten, wobei sich die beiden Begräbnissitten in verschiedenen Bereichen des Friedhofs fanden. Auch hier lagen die Toten auf der linken Seite, doch waren sie von Südwest nach Nordost oder von Südsüdwest nach Nordnordost ausgerichtet. Bis auf ein Kind wurden die Toten gehockt paarweise abgelegt. Neun der vierzehn Gräber bargen Beigaben, bei Männern Flintwerkzeuge, polierte Steinwerkzeuge wie Beile, sowie Knochennadeln. Frauen und Kindern wurden hingegen Mahlsteine, kleine Gefäße und eine Art Flaschen oder Kolben sowie Knochenwerkzeuge beigegeben. Auch fand sich Schmuck in Form von Spondylus-Muscheln. Einige Gräber, wie Grab 1 waren besonders reich ausgestattet, wie in diesem Falle das Grab eines Mannes, dem ein Meißel, ein Beil, eine Feuersteinklinge und neun Pfeilspitzen beigegeben worden waren. Einem Kind, jenem von Grab 3, wurden Spondylus-Muscheln, kleine Gefäße, von denen eines Zinnober enthielt, sowie eine Knochennadel beigegeben.
In der Emilia, genauer gesagt in der Mitte und im Westen, was die Regionen Piacenza, Parma und Reggio Emilia umfasst, fand man an 17 Fundstätten etwa 200 Individuen. Dabei variierte der Brauch zwischen Einzelgräbern und deutlichen Häufungen, in einem Fall waren es 55 Tote in einem kleinen Friedhof. Die Toten wurden in einfachen Erdgruben auf der linken Seite abgelegt. Sie blickten nach Süden und Ost-West-Lagerung. Im Gegensatz zu den beiden anderen Hauptgebieten der Kultur gab es hier weder verstreute Knochen noch postmortale Manipulationen, wenn man von Schädeln und Knochen an den Fundstätten Ponte Ghiara, Le Mose und Via Guidorossi (Parma) absieht, die am Boden von einer Art Silo gelagert wurden. Verbrennungen waren sehr selten (insgesamt 7 Fälle, was 3,5 % der untersuchten Fälle darstellte): ein Fall in Ponte Ghiara, zwei bei Le Mose und vier bei Gaione – Cascina Catena. Dabei handelt es sich ausschließlich um Frauen. Ausschließlich in den Nekropolen von Vicofertile und Gaione–Cinghio fanden sich Kenotaphe, also eine Art Scheingräber zur Erinnerung an bestimmte Tote. Dort fanden sich auch keinerlei Beigaben. Solcherlei Kenotaphe sind ansonsten eher vom Balkan und vom Donauraum Mitteleuropas bekannt.
Die Gräber der ersten Phase der Kultur enthielten keine Beigaben, während diejenigen der zweiten Phase zu 30 bis 60 % Beigaben bargen. 
Figurinen sind selten, bisher sind nur die Venus von Vicofertile (Grab 3) und eine Figurine von Via Guidorossi (Grab 53) bekannt.
Die Mehrzahl der Funde ist vor allem im Museo Nazionale Preistorico Etnografico „Luigi Pigorini“ in Rom, im Castello Sforzesco in Mailand und im Museo Civico di Piadena in Cremona ausgestellt.